# Tagolsheim
Tagolsheim település Franciaországban, Haut-Rhin megyében. Lakosainak száma 982 fő (2022. január 1.). Tagolsheim Illfurth, Aspach, Walheim, Heidwiller és Luemschwiller községekkel határos.

## Népesség
A település népessége az elmúlt években az alábbi módon változott:
| Lakosok száma | 793  | 871  | 939  | 928  | 939  | 949  | 953  | 976  | 982  |
|               | 2013 | 2015 | 2016 | 2017 | 2018 | 2019 | 2020 | 2021 | 2022 |